# Fonyódi járás
A Fonyódi járás Somogy vármegyéhez tartozó járás Magyarországon 2013-tól, székhelye Fonyód. Területe 645,44 km², népessége 34 599 fő, népsűrűsége pedig 54 fő/km² volt 2013. elején. 2013. július 15-én négy város (Fonyód, Balatonboglár, Balatonlelle és Lengyeltóti) és 17 község tartozott hozzá.
A Fonyódi járás a járások 1983-as megszüntetése előtt is létezett, ezen a néven az 1950-es járásrendezéstől kezdve, amikor a Lengyeltóti járás székhelyét Lengyeltótiból Fonyódra helyezték, nevét is ennek megfelelően módosítva, és 1974-ben szűnt meg.

## Települései
| Település      | Rang (2013. július 15.) | Közös hivatal | Kistérség (2013. január 1.) | Népesség (2013. január 1.) | Terület (km²) |
| -------------- | ----------------------- | ------------- | --------------------------- | -------------------------- | ------------- |
| Fonyód         | járásszékhely város     |               | Fonyódi                     | 4 856                      | 53,55         |
| Balatonboglár  | város                   | Balatonboglár | Fonyódi                     | 5 901                      | 32,04         |
| Balatonlelle   | város                   |               | Fonyódi                     | 5 309                      | 43,23         |
| Lengyeltóti    | város                   | Lengyeltóti   | Lengyeltóti                 | 3 123                      | 39,57         |
| Balatonfenyves | község                  |               | Fonyódi                     | 1 874                      | 51,93         |
| Buzsák         | község                  | Buzsák        | Lengyeltóti                 | 1 369                      | 59,68         |
| Gamás          | község                  | Látrány       | Fonyódi                     | 794                        | 42,92         |
| Gyugy          | község                  | Lengyeltóti   | Lengyeltóti                 | 288                        | 15,31         |
| Hács           | község                  | Lengyeltóti   | Lengyeltóti                 | 398                        | 21,28         |
| Karád          | község                  | Karád         | Fonyódi                     | 1 584                      | 52,38         |
| Kisberény      | község                  | Lengyeltóti   | Lengyeltóti                 | 183                        | 7,46          |
| Látrány        | község                  | Látrány       | Fonyódi                     | 1 364                      | 22,31         |
| Ordacsehi      | község                  | Balatonboglár | Fonyódi                     | 794                        | 22,56         |
| Öreglak        | község                  | Öreglak       | Lengyeltóti                 | 1 572                      | 20,72         |
| Pamuk          | község                  | Somogyvár     | Lengyeltóti                 | 245                        | 11,96         |
| Somogybabod    | község                  | Látrány       | Fonyódi                     | 480                        | 10,58         |
| Somogytúr      | község                  | Karád         | Fonyódi                     | 447                        | 35,3          |
| Somogyvámos    | község                  | Öreglak       | Lengyeltóti                 | 774                        | 25,02         |
| Somogyvár      | község                  | Somogyvár     | Lengyeltóti                 | 1 803                      | 52,99         |
| Szőlősgyörök   | község                  | Buzsák        | Lengyeltóti                 | 1 228                      | 18,63         |
| Visz           | község                  | Látrány       | Fonyódi                     | 213                        | 6,02          |